# 中谷敏男
中谷 敏男 （なかたに としお、1904年 - 1978年8月22日） は、大日本帝国陸軍軍人、陸軍士官学校35期、福祉施設職員。最終階級は中佐。広島県同胞援護会職員。広島県出身。

## 人物
- 1904年、広島県現広島市大林にて農家の次男として生まれる。
- 復員後広島県同胞援護会勤務、高松母子寮・こどもの家三美園　園長。
- 1978年8月22日秋田市長男方にて死去74歳。

## 経歴など
- 中谷は現広島市の山間部の農地の少ない農家の次男であったため、上級の教育を受けるために陸軍幼年学校を受験した。

中谷敏男は軍人としては第6航空通信連隊長としてフィリピンネグロス島で終戦を迎え、その最終所属は第14方面軍 (日本軍)に詳しい。
下記の出典①②からによると六航通は昭和16年浜松で編成され、新京にて第二航空軍にはいり、昭和19年フィリピンに向かったとある。②③④⑤戦局が悪くなり、アメリカ軍がフィリピンの支配権を握った後、中谷は部隊とともに山にこもり、食糧を耕して育て体力を温存させ、終戦の詔ののち、8月末、投降命令がでると、部隊は隊列を組んで負傷者をかばいながら整然と山を下ってアメリカ軍に投降したという。その部隊は民間人からも信頼されて多くの日本人がその部隊を頼って合流して下山の隊列はその後の戦友会でも語り草であったという。下記小松、山本の著書③④によると＊六航通は終戦時、友軍の中で唯一、整備されて受信可能なラジオをもっていた。＊「元気で重いものを負ってくるのは六航通の兵隊だけだった」「9月1日未明、六航通関係全員が台上に整列、武器を持つ最後の宮城遥拝をし、中谷中佐の訓辞有り、「我々は朝命により投降するのだから堂々と下山せよ。病人には2人ずつの兵を付けよ。」と、次いで、銃の弾を抜き、コウカンを開き肩にかついでサンカルロスへの道を急いだ。遠々二千三百名の行列だ。・・・・以下略」とある。
日本に送還後は、貧しい生活の中つてを頼って、広島県同胞援護会に職を得て、高松母子寮設立と寮長、子供の家三美園の園長として長く務めた。
- 第6航空通信連隊は部隊の大部分が無事に生還できたことで交流が続き、中谷が亡くなった後も長く中谷の郷里大林に墓参が続いたという。また、同胞援護会勤務中に世話をした戦争未亡人のための高松母子寮や戦争孤児の為の施設三美園で育った子供達の就職先として、元部下の企業も採用に尽力したという。「中谷さんは終世かわらぬヒューマニストであった」「軍旅の戦友たち　中谷敏男」より引用。出典②

- 「ネグロス嵐（戦線回顧）」中谷部隊長作③P197～198（私家版はP159～160）

一、森も貌（かたち）をあらためし
新戦場の草枕
露の寒さに目覚むれば
友のみたまか十字星
木の間がくれにほのかに消ゆ
回首　寂寛　新戦場
悲涙　哀痛　尚在胸
二、風腥き戦場に
つきぬなごりの虫すだく
告ぐる命のその音さえ
いまわの戦友の声に似て
男泣きするジャングルの中
刀折　衣破　糧既盡
秋風　寒膚　蝮河行
三、破れ衣に血が滲む
何処の果てに散らす身か
杖にまかせて越えて行く
マンダラガンの峻嶮に
今日も吹くかやネグロス嵐
弟は哲学者、江藤太郎
息子は日本の高齢化を予測してリハビリの重要性を説いた医師、中谷敏太郎
ジャーナリストの中谷和男
縁戚に彫刻家の空充秋

## 参考
- 虜人日記博物館
- 虜人日記博物館より：ネグロス島の地図
- 虜人日記博物館より：９月１日の行列の画

1. ↑  山崎正男編『陸軍士官学校』秋元書房、1969年、240頁。